# Dubovo (Bijelo Polje)
Pour les articles homonymes, voir Dubovo.
Dubovo (en serbe cyrillique: Дубово) est un village du nord-est du Monténégro, dans la municipalité de Bijelo Polje.

## Démographie

### Évolution historique de la population[1]
| 1948 | 1953 | 1961 | 1971 | 1981 | 1991 | 2003 |
| ---- | ---- | ---- | ---- | ---- | ---- | ---- |
| 298  | 339  | 334  | 350  | 276  | 298  | 204  |